# Andrea Corsali
Andrea Corsali (Florença, 29 de junho de 1487 — , ) foi um navegador e explorador italiano, que trabalhou a serviço de Juliano II de Médici de Florença e de Lourenço II de Médici, duque de Urbino. Corsali viajou para a Ásia e para os mares do sul a bordo de um navio mercante português, enviando para casa relatos das terras e pessoas que encontrou pelo caminho. Duas das cartas de Corsali das Índias Orientais foram publicadas em Florença em 1518, e novamente em Giovanni Battista Ramusio, Delle navigationi et viaggi (Veneza, 1550), juntamente com registros de outros viajantes e mercadores, tal como Giovanni da Empoli (1483-1518). Também notou que Sumatra e Ceilão (Sri Lanka) são duas ilhas distintas. A data de sua morte não é conhecida.
Em uma viagem em 1516 de Lisboa para as Índias foi o primeiro europeu a descrever, localizar e ilustrar a constelação de cinco estrelas atualmente conhecida como Cruzeiro do Sul (Crux).